# Miquel Rojas
Miquel Rojas i Ragué (Barcelona, 1 de març de 1871 - 1 de gener de 1931) va ser un primer actor i director de companyia teatral català de finals del segle xix i de les primeres dècades del segle xx.

## Trajectòria professional
- 1904, 14 d'octubre. En el paper de Cinto a l'obra L'endemà de bodes de Josep Pous i Pagès. Estrenada al teatre Romea de Barcelona.
- 1905, 20 de gener. En el paper de L'Hereu a l'obra La nit de l'amor de Santiago Rusiñol i música d'Enric Morera. Estrenada al teatre Romea de Barcelona.
- 1905, 14 de febrer. En el paper de Jaume a l'obra De bon tremp de Manuel Folch i Torres. Estrenada al teatre Romea de Barcelona.
- 1905, 28 de febrer. En el paper de ? al monòleg Boca d'infern de Pompeu Crehuet. Estrenat al teatre Romea de Barcelona.
- 1905, 17 d'abril. En el paper d'Hipòlit a l'obra Sol, solet... d'Àngel Guimerà. Estrenada al teatre Romea de Barcelona.
- 1908, 25 de novembre. En el paper de Teó a l'obra La dama enamorada de Joan Puig i Ferreter. Estrenada al teatre Novetats de Barcelona.